# Phạm Thành Lương
Phạm Thành Lương (né le 10 septembre 1988) est un entraîneur de football vietnamien et ancien footballeur international qui est l'entraîneur adjoint de Kiatisak Senamueang au sein du club de V.League 1 Hanoï Police.
Thành Lương jouait en tant que milieu de terrain. Après avoir émergé de l'académie de jeunes de l'ACB Hanoi et passé sept saisons avec l'équipe senior, il a été transféré à Hanoi T&T en décembre 2012. Depuis, il est devenu un pilier du Hanoi FC et a remporté 12 titres majeurs, dont cinq titres de V.League 1, trois Coupes du Viêt Nam et quatre Supercoupes du Viêt Nam. Au niveau international, Thành Lương a obtenu 78 sélections pour le Viêt Nam et a fait partie de l'équipe qui a remporté le championnat AFF 2008. Il a pris sa retraite en 2023, à l'âge de 35 ans.
Thành Lương a commencé sa carrière d'entraîneur en 2023, lorsqu'il a été nommé par Hòa Bình.

## Carrière en club
En 2005, il mène son club à la finale du championnat national de football U-21. Après cela, Lương est choisi pour jouer au sein de l'équipe première de Hà Nội ACB (en).
En 2008, il est pressenti pour être transféré à Thể Công, mais le transfert ne se réalise pas. Plus tard dans l'année, il remporte le prix du jeune joueur de l'année, et du meilleur jeune joueur d'Asie en 2009.
Après la fin de son contrat avec Hà Nội F.C. (en) en 2012, il passe chez le club rival Hà Nội T&T.

## Carrière en sélection
Lương est membre de l'équipe qui remporte l'AFF Suzuki Cup 2008. Le 8 décembre 2008, il marque son premier but international lors de ce tournoi contre la Malaisie. Deux jours plus tard, il marque un nouveau but contre le Laos, lors d'une victoire sur le score de 4-0.
Il officie capitaine du Viêt Nam U23 (en), équipe avec laquelle il remporte la médaille d'argent aux Jeux d'Asie du Sud-Est de 2009. Sa performance dans le tournoi est saluée par la presse vietnamienne et il reçoit le Ballon d'or vietnamien (en). Lương annonce sa retraite internationale après avoir été éliminé par l'Indonésie lors de la demi-finale retour de l'AFF Suzuki Cup 2016.

## Carrière de manager
Le 8 septembre 2023, Thành Lương est nommé manager du club de V.League 2 Hoa Binh FC, à l'âge de 35 ans. En mars 2024, il quitte Hòa Bình pour devenir assistant manager de Kiatisak Senamueang à Hanoï Police.

## Buts internationaux
| #  | Date             | Lieu de rencontre           | Adversaire    | But | Score final | Compétition                                                     |
| -- | ---------------- | --------------------------- | ------------- | --- | ----------- | --------------------------------------------------------------- |
| 1. | 8 décembre 2008  | Phuket, Thaïlande           | Malaisie      | 1-0 | 3-2         | AFF Suzuki Cup 2008                                             |
| 2. | 10 décembre 2008 | Phuket, Thaïlande           | Laos          | 2-0 | 4-0         | AFF Suzuki Cup 2008                                             |
| 3. | 6 janvier 2010   | Sidon, Liban                | Liban         | 1-1 | 1-1         | Éliminatoires de la Coupe d'Asie des nations de football 2011   |
| 4. | 29 juin 2011     | Hô Chi Minh-Ville, Viêt Nam | Macao         | 4-0 | 6-0         | Éliminatoires de la Coupe du monde de football 2014 : zone Asie |
| 5. | 23 juin 2012     | Hô Chi Minh-Ville, Viêt Nam | Mozambique    | 1-0 | 1-0         | Match amical                                                    |
| 6. | 28 novembre 2014 | Hanoï, Viêt Nam             | Philippines   | 3-0 | 3-1         | AFF Suzuki Cup 2014                                             |
| 7. | 6 octobre 2016   | Hô Chi Minh-Ville, Viêt Nam | Corée du Nord | 5-2 | 5-2         | Match amical                                                    |

## Palmarès

### Club
Hà Nội ACB (en)
- V.League 2 (en) :

 Vainqueur : 2010 (en)
 Finaliste : 2009 (en)
- Coupe du Viêt Nam :

 Vainqueur : 2006, 2008
Hà Nội F.C.
- V.League 1 :

 Vainqueur : 2013, 2016, 2018, 2019
 Finaliste : 2012, 2014, 2015, 2020
 Troisième place : 2017
- Supercoupe du Viêt Nam :

 Vainqueur : 2018, 2019, 2020
 Finaliste : 2013, 2015, 2016
- Coupe du Viêt Nam :

 Vainqueur : 2019 (en), 2020 (en)
 Finaliste : 2012 (en), 2015 (en), 2016 (en)

### International
Hà Nội F.C.
- Quart de finaliste de la Coupe de l'AFC 2014

Viêt Nam U23 (en)
 Finaliste : Jeux d'Asie du Sud-Est : 2009 (en)
- Vainqueur de la VFF Cup (en) : 2009
- Finaliste de la VFF Cup (en) : 2011 (en)
- 3e place à la Coupe internationale de football d'Hô Chi Minh-Ville : 2011

Vietnam
 Vainqueur du Championnat d'Asie du Sud-Est : 2008
- Demi-finaliste du Championnat d'Asie du Sud-Est : 2010, 2014, 2016
- Finaliste lors de l'Anniversaire du millénaire du championnat de football de Hanoï 2010 (en)
- Finaliste du VFF Cup (en) : 2008
- 3e place lors de la Coupe internationale de football d'Hô Chi Minh-Ville : 2009

### Distinctions individuelles
- Ballon d'Or vietnamien (en) : 2009, 2011, 2014, 2016
- Ballon d'argent vietnamien (en) : 2010
- Meilleur jeune joueur de la Fédération du Viêt Nam de football : 2010, 2011
- Meilleur joueur du championnat national vietnamien U21 : 2005
- Équipe du tournoi (Onze type) du Championnat d'Asie du Sud-Est : 2014